# ليشكان (كبغيان)
لیشکان (بالإنجليزية: Lishkan)‏ هي منطقة سكنية تقع في إيران في قسم كبغيان الريفي. يقدر عدد سكانها بـ 141 نسمة .